# Municipio de Center (condado de Jefferson)
El municipio de Center (en inglés: Center Township) es un municipio ubicado en el condado de Jefferson en el estado estadounidense de Iowa. En el año 2010 tenía una población de 1158 habitantes y una densidad poblacional de 12,02 personas por km².

## Geografía
El municipio de Center se encuentra ubicado en las coordenadas 41°1′24″N 91°59′46″O / 41.02333, -91.99611. Según la Oficina del Censo de los Estados Unidos, el municipio tiene una superficie total de 96.32 km², de la cual 96,15 km² corresponden a tierra firme y (0,18 %) 0,17 km² es agua.

## Demografía
Según el censo de 2010, había 1158 personas residiendo en el municipio de Center. La densidad de población era de 12,02 hab./km². De los 1158 habitantes, el municipio de Center estaba compuesto por el 96,8 % blancos, el 1,04 % eran afroamericanos, el 0,43 % eran amerindios, el 0,69 % eran asiáticos y el 1,04 % eran de una mezcla de razas. Del total de la población el 1,12 % eran hispanos o latinos de cualquier raza.